# Pterolophia fuscoapicata
Pterolophia fuscoapicata là một loài bọ cánh cứng trong họ Cerambycidae.